# كريستيان جروس (لاعب كرة قدم)
كريستيان جروس (بالألمانية: Christian Groß)‏ (8 فبراير 1989 في ألمانيا - ) هو لاعب كرة قدم ألماني في مركز الوسط. شارك مع منتخب ألمانيا تحت 20 سنة لكرة القدم. أما مع النوادي، فقد لعب مع نادي أوسنابروك ونادي هامبورغ ونادي هامبورغ 2 ‏ وSV Babelsberg 03 ‏ وSportfreunde Lotte ‏.

## وصلات خارجية
- كريستيان جروس على موقع قاعدة بيانات كرة القدم.إي يو (الإنجليزية)
- كريستيان جروس على موقع بيانات كرة القدم. دي إي (الألمانية)
- كريستيان جروس على موقع Soccerway.com (الإنجليزية)
- كريستيان جروس على موقع عالم كرة القدم.نت (الإنجليزية)